# Tamangs
Pour les articles homonymes, voir Tamang.

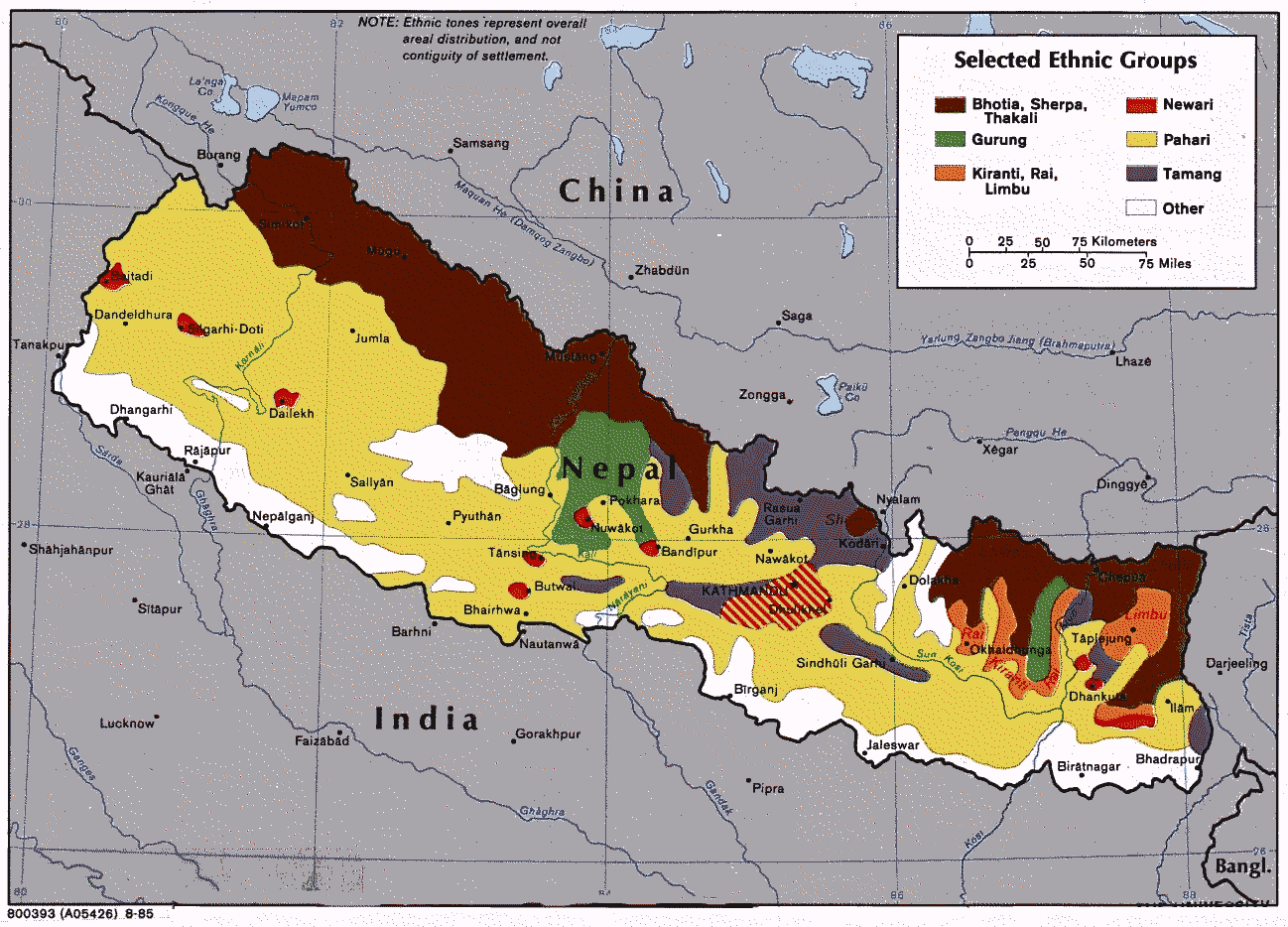
Groupes ethniques principaux du Népal :
Bhotia, Sherpa, Thakali
Gurung
Kiranti, Rai, Limbu
Pahari
Tamang

Les Tamangs (tibétain : རྟ་དམག, Wylie : rta dmag ; népali तामाङ « tamang ») forment l'un des nombreux groupes ethniques du Népal. Ils sont établis de longue date au nord et à l'est de Katmandou principalement dans la region du Langtang et du Ganesh Himal. Depuis le début du XXe siècle ils ont colonisé les abords de la vallée de Katmandou ainsi que le sud de la vallée. Les Tamangs sont restés très proches de leurs origines tibétaines, ont longtemps été confondus avec les Tibétains, et jusqu'en 1950 sont appelés Bhotya.
La plupart parlent le tamang (en), un ensemble de langues tibéto-birmanes : sur un total de 1 539 830 personnes dénombrées dans le pays lors du recensement de 2011, 1 353 311 déclaraient parler le tamang.

### Filmographie
- Le fardeau et la provende : économie de subsistance dans l'Himalaya, film d'Igor de Garine, CNRS images, Meudon, 2008 (tournage 1982), 1 h 17 min (DVD)